# Hinkelien Schreuder
Pour les articles homonymes, voir Schreuder.
Hinkelien Schreuder, née le 13 février 1984 à Goor, est une nageuse néerlandaise spécialiste des épreuves de nage libre et de papillon (50 et 100 m). Elle a obtenu ses meilleurs résultats en compétition petit bassin et s'illustre sur les relais.

## Biographie

### Débuts et révélation
Hinkelien Schreuder naît le 13 février 1984 à Goor. En parallèle à la natation, elle suit des études de physiothérapie. Elle fait ses débuts internationaux en 1999 à l'occasion des championnats d'Europe juniors de Moscou où elle remporte cinq médailles dont trois en argent. Un an plus tard, à Dunkerque, elle remporte quatre nouvelles médailles juniors dont une en or.
En juillet 2001, Schreuder participe aux championnats du monde de Fukuoka, alors âgée de dix-sept ans. Elle y atteint la finale du 50 m dos et termine à la huitième place. Ses performances aux mondiaux lui valent une invitation aux Goodwill Games de Brisbane. En décembre, elle remporte une première médaille internationale aux championnats d'Europe petit bassin d'Anvers, où elle finit deuxième du relais 4 × 50 m nage libre, avec Inge de Bruijn, Suze Valen et Annabel Kosten. Elle est nommée Talent néerlandais de l'année 2001.
Après des résultats décevants en grand bassin aux championnats d'Europe 2002 et aux championnats du monde 2003, elle rebondit en petit bassin avec une médaille d'or sur le relais 4 × 50 m nage libre aux championnats d'Europe de 2003. En 2004, elle ne parvient pas à se qualifier pour les Jeux olympiques d'Athènes ayant lieu l'été. Elle termine sa saison aux Europe petit bassin, à Vienne, où elle remporte trois médailles : deux médailles d'or sur les relais 4 × 50 m nage libre et 4 × 50 4 nages, ainsi que sa première médaille individuelle avec le bronze sur 50 m libre.

### Une spécialiste du petit bassin
En 2005, elle se qualifie pour les mondiaux de Montréal. Sur place, elle manque de peu une première médaille mondiale en grand bassin, le relais hollandais du 4 × 100 m nage libre ayant échoué à la quatrième place. En individuel, Schreuder atteint la 16e place du 50 m dos. À la fin de l'année, elle remporte deux nouveaux titres européens en petit bassin, grâce aux relais 4 × 50 m libre et 4 × 50 m 4 nages. Elle obtient aussi une médaille de bronze individuelle sur 100 m 4 nages. Schreuder s'illustre une nouvelle fois en petit bassin, en devenant la première néerlandaise de l'histoire à nager le 100 m libre sous la minute (59 s 63).
En avril 2006, aux championnats du monde petit bassin de Shanghaï, Schreuder établit son premier record du monde, avec le relais du 4 × 100 m nage libre : Schreuder, Inge Dekker, Marleen Veldhuis et Chantal Groot nagent en 3 min 33 s 32. Toutefois, elle ne brille pas individuellement où elle ne peut faire mieux que deux 7e places sur 50 m libre et 50 dos. L'été venu, elle participe aux championnats d'Europe de Budapest, en grand bassin. Malgré sa participation au record du monde établi au printemps, elle ne fait pas partie du relais pour la finale du 4 × 100 m libre, remplacée par la jeune Ranomi Kromowidjojo. Schreuder atteint la 9e place du 50 m dos et manque ainsi la finale. Le relais néerlandais du 4 × 100 m 4 nages termine 5e ; Schreuder ayant nagé la partie en dos.
L'année suivante, Hinkelien Schreuder se qualifie pour les mondiaux de Melbourne, qui s'avèrent être une nouvelle déception en grand bassin pour la nageuse. Elle ne termine qu'à la 25e place du 50 m dos et à la 43e du 100 m dos. En conséquence de quoi, elle conclut que la combinaison du sport et des études l'ont fatiguée. Elle prend ainsi de longues vacances avant de reprendre l'entraînement avec un nouvel entraîneur, Marcel Wouda. En décembre, elle participe à la Dutch Open Swim Cup. Avec Ranomi Kromowidjojo, Femke Heemskerk et Marleen Veldhuis, Schreuder établit un nouveau record du monde sur 4 × 100 m libre petit bassin, à Eindhoven. Schreuder nage le relais le plus lent avec 53 s 40 là où Veldhuis est la plus rapide en 52 s 95 ; finalement, le nouveau record du monde de l'épreuve est amélioré de deux secondes et demie avec 3 min 30 s 85. Une semaine plus tard, elle s'aligne aux championnats d'Europe petit bassin, en Hongrie. Elle remporte un troisième titre consécutif avec le relais du 4 × 50 m nage libre, ainsi que deux médailles de bronze sur 50 libre et 50 papillon.
En 2008, sa première compétition importante a lieu dans sa ville, Eindhoven, avec les championnats d'Europe. Elle gagne une médaille d'argent sur 50 m libre en battant son record personnel (24 s 59) et une de bronze sur le relais 4 × 100 m 4 nages. Le mois suivant, en avril, le relais néerlandais conserve son titre mondial du 4 × 100 m libre en petit bassin aux championnats du monde de Manchester. En individuel, elle remporte deux médailles d'argent sur 50 m nage libre et sur 50 m papillon, où elle bat le record des Pays-Bas détenu par Inge de Bruijn. L'été, Schreuder se rend aux Jeux olympiques de Pékin où elle nage les séries du 4 × 100 m nage libre. Toutefois, elle ne participe pas à la finale, Manon van Rooijen et elle ayant été remplacées par Inge Dekker et Marleen Veldhuis. Aidées de Ranomi Kromowidjojo et Femke Heemskerk, les Néerlandaises remportent le titre olympique, titre qui va aussi à Hinkelien Schreuder pour sa participation aux séries. Schreuder atteint la finale du 50 m nage libre où elle termine 7e. Quelques mois après les Jeux ont lieu les championnats d'Europe petit bassin à Rijeka. Elle réalise là une bonne performance trois médailles d'or : sur 50 m papillon, sur 4 × 50 nage libre et sur 4 × 50 4 nages. Elle remporte ainsi son premier titre international individuel. Elle obtient une quatrième médaille, l'argent sur 50 m libre. L'année suivante, elle remporte cinq médailles d'or lors des championnats d'Europe en petit bassin 2009. Elle s'impose en effet sur les épreuves du 50 m nage libre, 50 m papillon, 100 m quatre nages, ainsi que sur les relais 4 × 50 m nage libre et 4 × 50 m quatre nages. Elle bat également cette année-là lors de l'étape de Coupe du monde de Berlin le record du monde du 100 mètres 4 nages en 57 s 74, record qu'elle conserve jusqu'en août 2013 et l'étape de Coupe du monde d'Eindhoven où Katinka Hosszú réalise un centième de mieux en séries.
En 2010, elle participe aux championnats d'Europe en grand bassin de Budapest. Elle obtient tout d'abord la quatrième place du 50 m dos avant de remporter la médaille d'argent lors du 50 m nage libre. Lors des championnats d'Europe en petit bassin qui se disputent « à domicile » à Eindhoven, elle remporte trois médailles d'argent en épreuve individuelle sur 50 mètres nage libre, 50 mètres papillon et 100 mètres quatre nages. Elle remporte par équipe deux nouveaux titres européens, sur les relais 4 × 50 mètres quatre nages et 4 × 50 mètres nage libre. Trois semaines plus tard, lors des Mondiaux de Dubaï en petit bassin, elle remporte le titre mondial sur le relais 4 × 100 mètres nage libre. Elle ajoute à ce titre deux médailles individuelles, l'argent sur le 50 mètres nage libre et le bronze sur 100 mètres quatre nages.

## Palmarès

### Jeux olympiques
- Jeux olympiques d'été de 2008 à Pékin (Chine) :
  -  Médaille d'or au titre du relais 4 × 100 m nage libre[Note 1].
- Jeux olympiques d'été de 2012 à Londres (Royaume-Uni) :
  -  Médaille d'argent au titre du relais 4 × 100 m nage libre[Note 1].

### Championnats du monde
- Championnats du monde en petit bassin 2006 à Shanghai (Chine) :
  -  Médaille d'or au titre du relais 4 × 100 m nage libre.
- Championnats du monde en petit bassin 2008 à Manchester (Royaume-Uni) :
  -  Médaille d'or au titre du relais 4 × 100 m nage libre.
  -  Médaille d'argent du 50 m nage libre.
  -  Médaille d'argent du 50 m papillon.
- Championnats du monde en petit bassin 2010 à Dubaï (Émirats arabes unis) :
  -  Médaille d'or au titre du relais 4 × 100 m nage libre.
  -  Médaille d'argent du 50 m nage libre.
  -  Médaille de bronze du 100 m quatre nages.

### Championnats d'Europe

#### En grand bassin
- Championnats d'Europe 2008 à Eindhoven (Pays-Bas) :
  -  Médaille d'argent du 50 m nage libre.
  -  Médaille de bronze au titre du relais 4 × 100 m quatre nages.
- Championnats d'Europe 2010 à Budapest (Hongrie) :
  -  Médaille d'argent du 50 m nage libre.
- Championnats d'Europe 2012 à Debrecen (Hongrie) :
  -  Médaille d'argent du 50 m nage libre

#### En petit bassin
- Championnats d'Europe 2001 à Anvers (Belgique) :
  -  Médaille d'argent au titre du relais 4 × 50 m nage libre.
- Championnats d'Europe 2003 à Dublin (Irlande) :
  -  Médaille d'or au titre du relais 4 × 50 m nage libre.
  -  Médaille de bronze au titre du relais 4 × 50 m quatre nages.
- Championnats d'Europe 2004 à Vienne (Autriche) :
  -  Médaille d'or au titre du relais 4 × 50 m nage libre.
  -  Médaille d'or au titre du relais 4 × 50 m quatre nages.
  -  Médaille de bronze du 50 m nage libre.
- Championnats d'Europe 2005 à Trieste (Italie) :
  -  Médaille d'or au titre du relais 4 × 50 m nage libre.
  -  Médaille d'or au titre du relais 4 × 50 m quatre nages.
  -  Médaille de bronze du 100 m quatre nages.
- Championnats d'Europe 2007 à Debrecen (Hongrie) :
  -  Médaille d'or au titre du relais 4 × 50 m nage libre.
  -  Médaille de bronze du 50 m nage libre.
  -  Médaille de bronze du 50 m papillon.
- Championnats d'Europe 2008 à Rijeka (Croatie) :
  -  Médaille d'or du 50 m papillon.
  -  Médaille d'or au titre du relais 4 × 50 m nage libre.
  -  Médaille d'or au titre du relais 4 × 50 m quatre nages.
  -  Médaille d'argent du 50 m nage libre.
- Championnats d'Europe 2009 à Istanbul (Turquie) :
  -  Médaille d'or du 50 m nage libre.
  -  Médaille d'or du 50 m papillon.
  -  Médaille d'or du 100 m quatre nages.
  -  Médaille d'or au titre du relais 4 × 50 m nage libre.
  -  Médaille d'or au titre du relais 4 × 50 m quatre nages.
- Championnats d'Europe 2010 à Eindhoven (Pays-Bas) :
  -  Médaille d'or au titre du relais 4 × 50 m nage libre.
  -  Médaille d'or au titre du relais 4 × 50 m quatre nages.
  -  Médaille d'argent du 50 m nage libre.
  -  Médaille d'argent du 50 m papillon.
  -  Médaille d'argent du 100 m quatre nages.

## Records personnels
Ces tableaux détaillent les records personnels de Hinkelien Schreuder en grand et petit bassin 28 mai 2012.
| Épreuve          | Temps   | Compétition                | Lieu                | Date       |
| 50 m nage libre  | 24 s 45 | Swim Cup                   | Eindhoven, Pays-Bas | 05/12/2008 |
| 100 m nage libre | 54 s 59 | Championnats d'Europe 2008 | Eindhoven, Pays-Bas | 19/03/2008 |
| 50 m papillon    | 25 s 94 | Championnats du monde 2009 | Rome, Italie        | 31/07/2009 |

| Épreuve            | Temps   | Compétition                    | Lieu                | Date       |
| 50 m nage libre    | 23 s 32 | Championnats d'Europe 2009     | Istanbul, Turquie   | 13/12/2009 |
| 100 m nage libre   | 52 s 88 | Championnats des Pays-Bas 2008 | Amsterdam, Pays-Bas | 19/12/2008 |
| 50 m papillon      | 25 s 00 | Championnats d'Europe 2009     | Istanbul, Turquie   | 11/12/2009 |
| 100 m quatre nages | 57 s 74 | Coupe du monde 2009            | Berlin, Allemagne   | 15/11/2009 |

### Record du monde battu
Ce tableau détaille le record du monde battu par Hinkelien Schreuder durant sa carrière ; il l'a été en petit bassin.
| Épreuve       | Temps   | Compétition                     | Lieu              | Date       |
| 100 m 4 nages | 57 s 74 | Coupe du monde de natation 2009 | Berlin, Allemagne | 15/11/2009 |